# 楊可大
楊可大（1538年—？），字業甫，號勤菴，山西沁州守禦千戶所人，官籍，明朝政治人物。

## 生平
嘉靖三十七年（1558年）戊午科山西乡试十一名，四十四年（1565年），登乙丑科会试三百九十七名，廷试三甲八十七名進士。吏部观政，本年六月授洛阳县知县，隆慶二年（1568年）六月升荆州府同知，五年二月升户部员外郎，管理河道挖运。万历二年（1574年）二月升郎中，三年十月归省侍养。五年十一月復除本部，七年五月出為河南汝宁府知府，十一年二月升湖广按察司副使，提督学校。十二年五月丁忧，十五年十一月服阕到部，以年老致仕。

## 遗迹

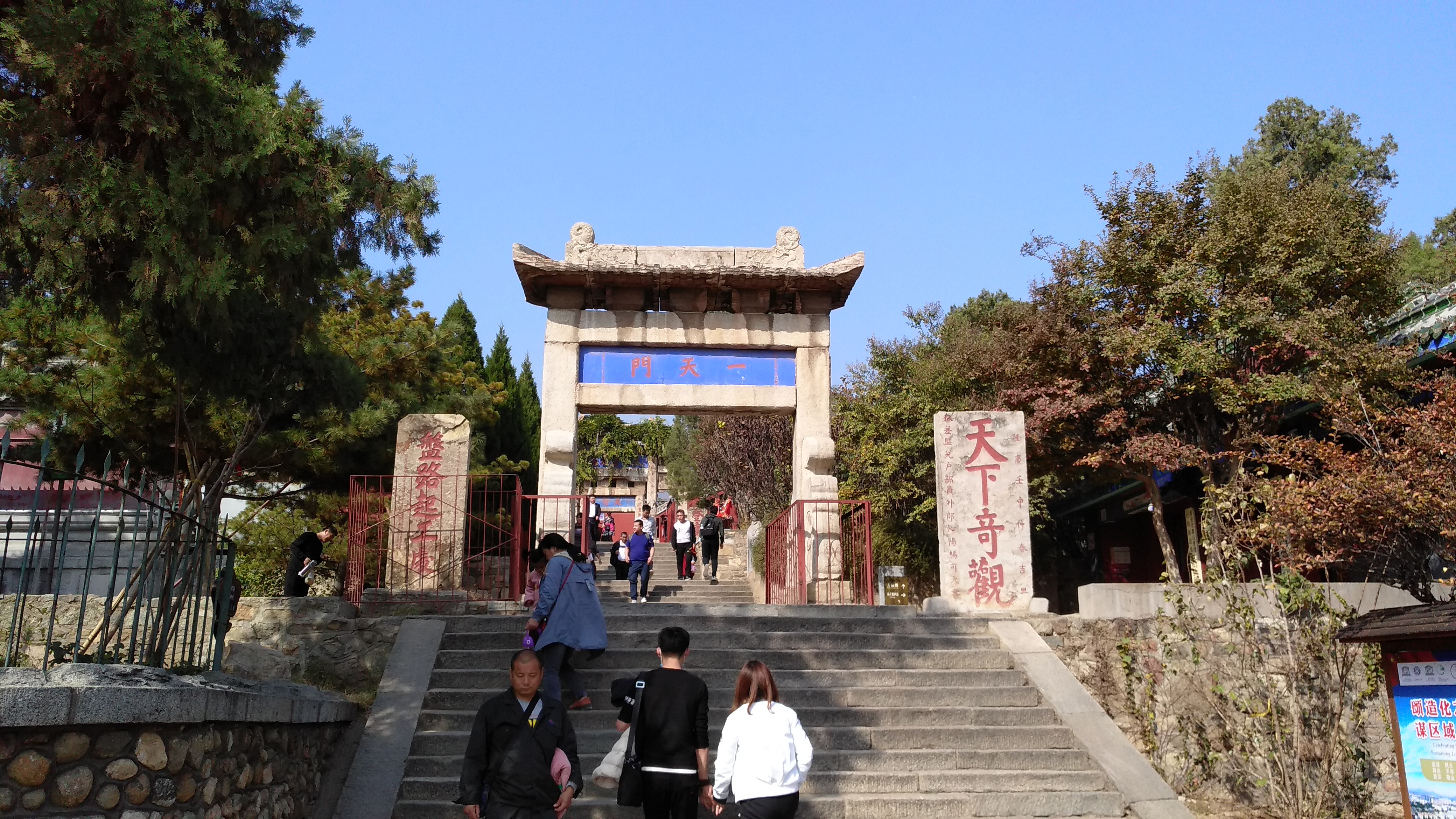
泰山一天门旁杨可大题写的“天下奇观”石碑

泰山腳下一天門旁，現存時任戶部員外郎的楊可大題寫之“天下奇觀”石碑。

## 家族
曾祖楊武，壽官；祖父楊廷寵，主簿；父楊逢春，訓導封员外郎。母封氏，封宜人。兄杨可久（武举人）。